# Entelodon
Az Entelodon az emlősök (Mammalia) osztályának párosujjú patások (Artiodactyla) rendjébe, ezen belül a fosszilis Entelodontidae családjába tartozó nem.
Családjának a típusneme.

## Tudnivalók
Az Entelodon a késő eocéntől a kora oligocénig élt, 37,2-28,4 millió évvel ezelőtt; körülbelül 8,8 millió évig maradt fent.
Az Entelodon egy tipikus Entelodontidae-faj, egyébként a család névadója is. Az állat a 135 centiméteres marmagasságával és a 65 centiméteres koponyahosszával, nagyjából szarvasmarha méretű lehetett. Nagy disznószerű fején szemölcsszerű kinövések ültek. Szájában félelmetes fogak voltak. A négy őshonos eurázsiai Entelodontidae-nem közül az Entelodon volt az egyik. A másik három: az Eoentelodon, amely Kína területén élt a késő eocénben, a hatalmas testű Paraentelodon, amely Közép-Ázsiában élt a késő oligocén és a kora miocén korszakok idején és a Proentelodon amely a késő eocén korszaki Mongóliában élt. Újabban még két Entelodontidae-nem fajait is felfedezték Ázsia területén, az Archaeotherium-ot és a Brachyhyops-ot.

## Neve
Az állat neve egy összetett szó. A görög enteles, melynek jelentése „teljes” vagy „tökéletes” és odontos, jelentése „fogak” szavakból áll. A fogképlete a következő: (3-1-4-3/3-1-4-3).

## Rendszertani besorolása
Az Entelodon-nak Aymard adta a nevet, 1846-ban. 1848-ban Aymard az Entelodontidae családba helyezte a nemet; ennek idetartózását 1988-ban Carroll megerősítette.

## Rendszerezése
A nembe az alábbi 8 faj tartozik:
- Entelodon antiquus Repelin, 1919
- Entelodon aymardi (Pomel, 1853)
- Entelodon deguilheimi Reppelin, 1918
- Entelodon dirus Matthew & Granger, 1923
- Entelodon gobiensis (Trofimov, 1952)
- Entelodon magnus Aymard, 1846 - típusfaj
- Entelodon ronzonii Aymard, 1846
- Entelodon verdeaui (Delfortrie, 1874)

## Képek

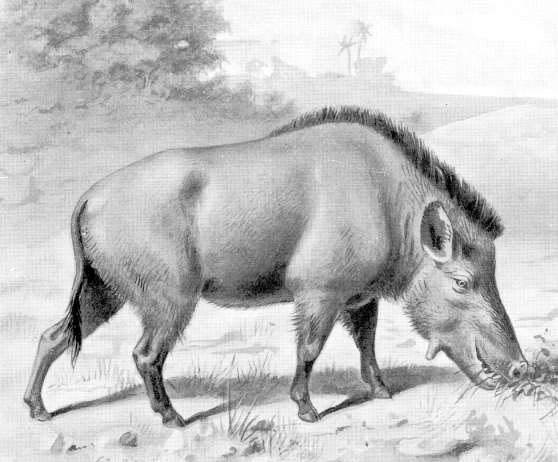
Joseph Smit rajza egy Entelodon-ról
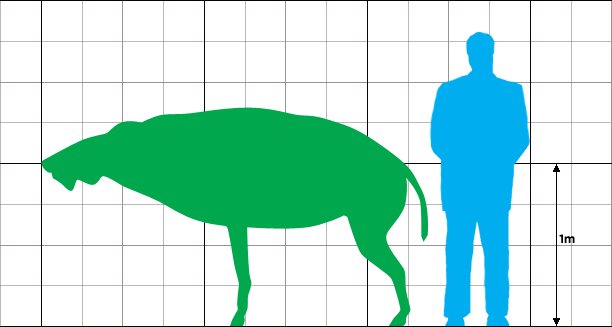
Az Entelodon deguilhemi mérete az emberhez viszonyítva
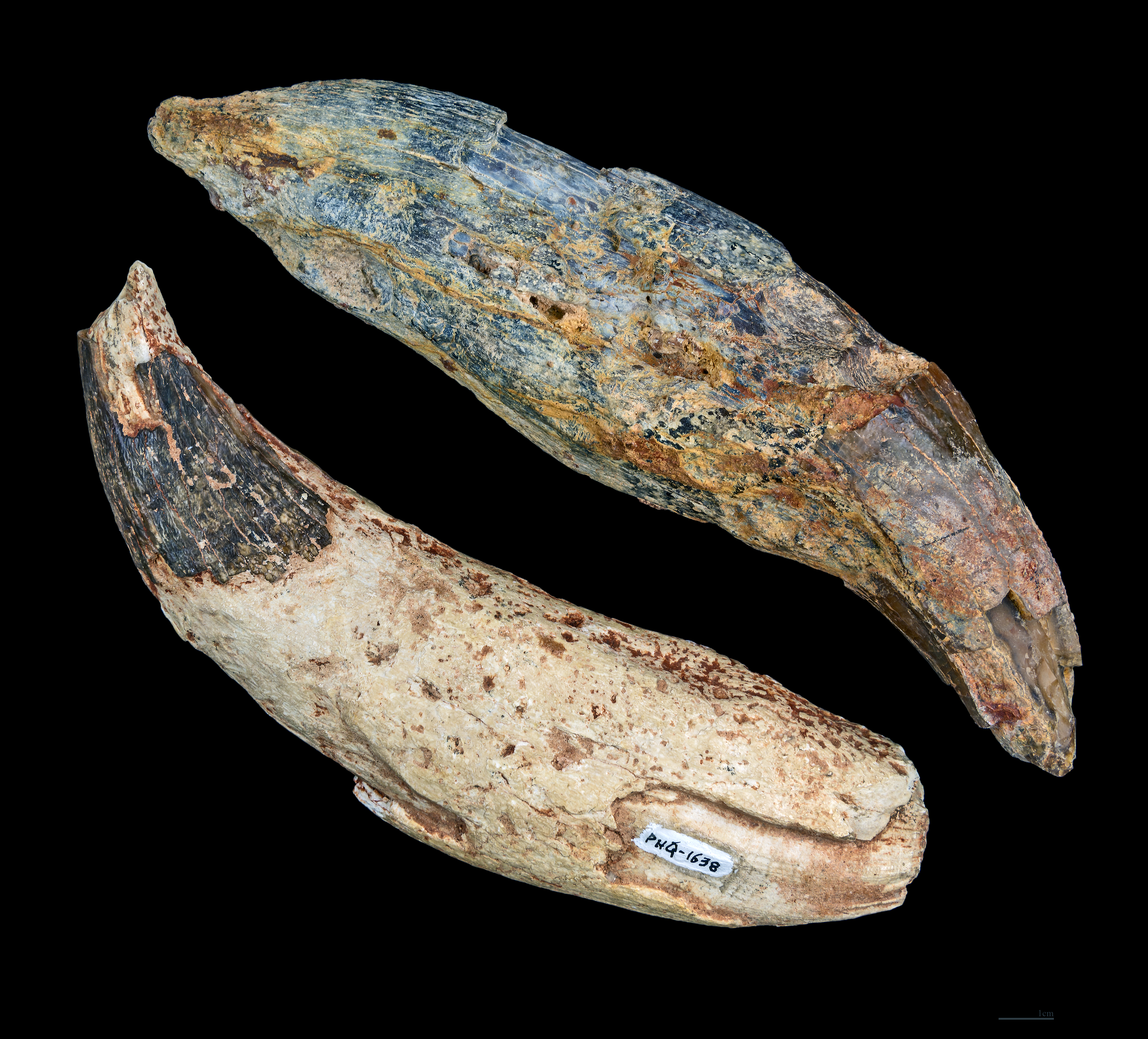
Az Entelodon magnus szemfogai

## Fordítás
- Ez a szócikk részben vagy egészben  az   Entelodon című angol Wikipédia-szócikk ezen változatának fordításán alapul.  Az eredeti cikk szerkesztőit annak laptörténete sorolja fel. Ez a jelzés csupán a megfogalmazás eredetét és a szerzői jogokat jelzi, nem szolgál a cikkben szereplő információk forrásmegjelöléseként.